# Gerbillurus setzeri
Espèce
Statut de conservation UICN

 LC  : Préoccupation mineure

La Gerbille de Setzer, Gerbillurus setzeri ou Gerbillurus (Gerbillurus) setzeri selon les classifications, est une espèce de gerbille. Ce sont des rongeurs de la famille des Muridae, localisés en Namibie et Afrique du Sud.